# Contea di Diamantina
La contea di Diamantina è una Local Government Area che si trova nel Queensland. Essa si estende su una superficie di 94.823,2 chilometri quadrati e ha una popolazione di 283 abitanti. La sede del consiglio si trova a Bedourie.